# Galjot
Galjot  je roman prozaista, dramatika, esejista in prevajalca Draga Jančarja, ki je izšel leta 1978 v tedanji Jugoslaviji in je nadalje doživel številne ponatise. Žanrsko sodi predvsem na področje zgodovinskega in pikaresknega romana, čeprav interpretacije v vlogi obeh žanrov ugotavljajo zlasti vlogo metafore. Literarna zgodovina mu je pripisala oznako modernističnega romana, a kot meni Alojzija Zupan Sosič (2008: 163), vsebuje tudi že nekatere postmodernistične nastavke.
Osrednji lik, čigar zgodba je za roman osrednja, je Johan Ot, tujec, ki pride v dežele današnjega slovenskega ozemlja z Nemškega. Dogajanje zajema 17. stoletje kot specifično in nevarno zgodovinsko obdobje, zaznamovano s katoliško inkvizicijo, čarovniškimi procesi, novimi verskimi sektami, razmahom kuge in vsesplošnim družbenim kaosom, ki zaznamuje junaka ter njegovo usodo in ga vodi skozi različne preizkušnje, med drugim tudi prestajanje kazni v obliki prisilnega dela na galeji. Večina interpretacij je v tem videla temeljno določilo avtorjeve poetike, to je, prepletanje posameznikove intimne usode z zgodovinsko, pri čemer se slednji ni možno izogniti.
Roman velja za enega temeljnih del Jančarjevega opusa in je bil deležen tudi številnih prevodov, nazadnje v angleščino leta 2011.  

## Okoliščine nastanka
Jančar je roman začel pisati leta 1975 med prestajanjem trimesečne zaporne kazni, na katero je bil obsojen iz političnih razlogov, izdal pa ga je tri leta kasneje pri Pomurski založbi v Murski Soboti. In čeprav je Jančar javnosti še danes poznan kot kritik tedanjega avtoritarnega sistema in so tako bralci kot literarni kritiki v totalitarno zasnovani in z inkvizicijo zaznamovani družbi 17. stoletja, kot jo opisuje Galjot, videli predvsem vzporednice z nekdanjim socialističnim režimom in na kar je avtor v nekaterih intervjujih ne nazadnje opozoril tudi sam, v literarni zgodovini vseeno ni dokazov, da bi bila pobuda za nastanek dela prav v njegovi negativni izkušnji z oblastjo. Kot navaja sam in kot razlagajo številne interpretacije, gre pri Galjotu zlasti za metaforo na kakršnokoli obliko totalitarno zasnovane družbe, v kateri je edina naloga posameznika predvsem obstati in preživeti.

## Povzetek vsebine
Dogajanje je postavljeno v 17. stoletje v tedanje slovenske dežele. Zgodba se prične s prihodom neznanega popotnika na Štajersko. Njegova identiteta ter nameni za prihod ostajajo bralcu neznani, šele postopoma se izkaže, da mu je ime Johan Ot (izvorno Johaness Ott), da je po rodu Nemec, rojen v kneževini Neisse, da je pred tem živel na Kranjskem, kjer se je tudi naučil slovenskega jezika, in da je prišel sem z namenom, da se ustali in zaživi na novo. Njegova usoda postane s tem za zgodbo osrednja in sledimo ji do konca romana.
Junakovo  nadaljnjo usodo zaznamuje beg pred večnimi pregoni s strani zakona in inkvizicije. Že od samega začetka je v družbi zaznamovan kot tujec, zaradi zanimanja za drugačne, neobičajne stvari, ter svoje intelektualne naravnanosti, je množici vseskozi sumljiv. Ko se po spletu naključij zaplete s prepovedanimi verskimi sektami, pade v roke inkviziciji, ki iz njega izsili priznanje o čaščenju hudiča, grmadi pa ubeži šele s pomočjo štiftarjev, ki ga prepoznajo za svojega.  V nadaljevanju sodeluje nekaj časa z njimi, nato se priključi skupini trgovcev, s katerimi potuje, pijančuje in se ob večerih predaja vsem užitkom gostilniškega življenja. Pri tem pa se vseskozi zaveda, da inkvizicija še ni pozabila nanj, zato se skuša čim manj izpostavljati in vselej ostaja previden. Od trgovskih sopotnikov se loči, ko vznikne nova nevarnost in z njo možnost, da ga odkrijejo. Znova je na begu in zateče se v pomorske kraje, kjer pa ponovno pade v roke oblasti, ki ga zamenja za Hansa Debelaka, vodjo neke razbojniške skupine Zauberl-Jackl, na osnovi česar ga obtožijo struparstva ter obsodijo na dosmrtno prisilno delo na galeji. Johan Ot tako postane galjot. Na ladji preživi več let, kjer pa kljub težkim razmeram, fizičnim naporom, vsem vrstam poniževanja in trpinčenja, razčlovečenim odnosom ter grozotam življenja na morju ohrani trezno glavo in vztraja pri volji do življenja in upanju na beg. Na kopno se mu tako uspe rešiti po nekem hudem neurju in izbruhu kužne bolezni, ko ladja zasilno pristane nazaj v slovenskih deželah, kjer pa se zgolj nadaljuje njegov beg, saj mora neprenehoma paziti, da se ne bi izdal in da ne bi v njem prepoznali ubeglega galjota, obenem pa se nad njegovo usodo dviga vse večja nevarnost kužne bolezni.
Konec
Konec romana in z njim dokončna usoda junaka ostaja odprt in bolj ali manj prepuščen bralčevi lastni interpretaciji. Potem ko se izogne že številnim nevarnostim, začne Johan Ot kazati znamenja kuge, ki jim začne postopoma podlegati. Vrne se v kraj, kjer je začel svojo pot. Vsega slabotnega ga najdeta kapucin in njegov pomočnik, ki skrbita za odstranjevanje kužnih  trupel, mu zatakneta kavelj za hlačnico in ga odvlečeta v skupno, anonimno grobnico. Roman se konča s poslednjimi galjotovimi mislimi, ki nakazujejo, da je, čeprav absurdna, njegova volja do življenja še vedno živa: »Izmazal se bom, je pomislil, izmazal se bom. Zjutraj bom trezen in teh prekletih sanj ne bo nikjer več« (2004: 254). Večina interpretov je v tem videla junakovo smrt. Andrej Inkret je v spremni besedi iz leta 1980 zapisal, da gre pri smrti Johana Ota za »neizbežni, poniževalni, bedni konec« (1984: 414), smrt, ki ne prinaša nobene visoke ideje, nobene požrtvovalnosti, nobene višje vrednosti, ničesar ni, kar bi jo osmislilo; za junakovo kljubovanje smrti pa pravi, da gre pri tem le za absurdno upanje in noro vztrajnost, Johan Ot pa kljub zavedanju, da je vsako upanje zaman, ostaja »borilec do konca, vse do tiste smrti, ki bo zdaj samo še njegova lastna smrt« (415).

## Glavni junak
Junak romana, Johan Ot, je kot tipičen predstavnik Jančarjeve poetike (podoben tip junaka je še Josef Erdman v Severnem siju) intelektualno naravnan posameznik, ki izstopa iz družbe in je obenem v nenehnem nasprotju z množico ter oblastjo, pri čemer je zaznamovan z zgodovinsko usodo, ki je širša in posameznikovo zasebno presega ter ga usmerja in vselej privede do propada.  Kot tak ji junak romana Galjot ne more ubežati, vse njegovo dokončno vztrajanje in prizadevanje tako stanje preseči pa izpade absurdno. Za Helgo Glušič (1983: 86) je Johan Ot z vsemi doživetimi preizkušnjami kot izgubljeno človeško bitje, ki pa ob vsem, kar ga doleti, še vedno ne preneha upati in vztraja naprej, se prebija k novim spopadom in hkrati novim porazom. Njegovo poglavitno lastnost vidi v njegovi odtujenosti in samoti, s katero se vtaplja v nova okolja, kar pa je obenem njegova moč in njegova slabost, zato ga Glušičeva imenuje »junak našega časa«.

## Interpretacije
Interpretacije Galjota so tesno prepletene z žanrsko opredelitvijo romana. Večinoma so se kritiki in literarni zgodovinarji ukvarjali z zgodovinskostjo ter njeno vlogo in medtem ko so nekateri v njej iskali predvsem vzporednice s totalitarnimi režimi dvajsetega stoletja, se je večina posvečala tudi njeni vlogi na ravni determiniranosti posameznikove usode v nekem specifičnem zgodovinskem trenutku. Manjši delež interpretacij je bil medtem namenjen vlogi pikaresknega žanra.

### Zgodovina kot  »kvazi zgodovina«in pikaresknost kot metafora
Na zgodovinski in pikareskni žanr v romanu kot zgolj nek širši kontekst z metaforično vlogo je v svoji kritiki iz leta 1979 opozoril že Marijan Zlobec. Navaja, da zgodovina v Galjotu ni prava zgodovina v smislu tradicionalnega zgodovinskega romana, pač pa gre za »kvazi zgodovino«, zgodovino oz. neko zgodovinsko obdobje (17. stoletje) kot metaforični okvir, v katerega Jančar vpne svoje razumevanje človeka in časa. Podobno velja tudi za delež pikaresknega žanra. Oboje ima tako le vlogo nekega okvira, skozi katerega je podana prikrita vizija tako sodobnosti kot slehernega zgodovinskega obdobja. V to kaotične dogajanje postavi posameznika, junaka romana,  v katerem ni nobene volje po samostojnem oblikovanju lastne usode in je kot tak prepuščen toku zgodovinskega dogajanja, ki pa ga vselej vodi v pogubo. Avtor na ta način razkriva in zanikuje družbene mehanizme, znotraj katerih človek ne more obstati kot subjekt, pač pa slej kot prej postane le objekt različnih manipulacij. 

### »Roman z zgodovinskimi temami«
Podobno razlaga tudi Andrej Inkret, ki raje kot o zgodovinskem romanu govori o »romanu z zgodovinskimi temami«, saj se zgodovinskost kaže le na motivno-tematski ravni in je le snov, iz katere avtor črpa, da oblikuje nek splošen okvir, v katerega postavlja svoje specifično razumevanje posameznikove intimne usode kot občečloveške značilnosti, ki se skozi zgodovino ponavlja in je obenem od nje neposredno odvisna. Prav ta misel je tista, ki jo po Inkretu za razumevanje Galjota ključna in se vseskozi izraža skozi zgodbo Johana Ota, skozi njegovo potovanje, blodnje in tavanja po različnih deželah in prestajanju različnih preizkušenj, pri čemer pa je sam nad svojo usodo nemočen in neprenehoma prepuščen le usodnosti kaotičnega zgodovinskega dogajanja, ki ga pri tem usmerja. Edina akcija, ki jo je kot subjekt zmožen, pa ostaja le beg in boj za goli obstanek.

### Zgodovinski roman
V nasprotju s starejšimi interpretacijami pa Helga Glušič v svoji razpravi o sodobnem slovenskem zgodovinskem romanu iz leta 1983 Galjota vseeno opredeli kot »najizrazitejši zgodovinski roman sedemdesetih let« (85), v zgodbi Johana Ota pa je predvsem videla način življenja srednjeevropskega človeka v času, ki ga opisuje. Prav tako je opozorila na precej natančno predstavljen duh časa in prostora, družbe 17. stoletja ter precej prepričljiv prikaz materialne kulture, ki se v romanu kaže v upodobitvi arhtekture, bivališč, gostiln, ulic, in kar med drugim nakazuje na avtorjevo študiozno poglabljanje v upovedeni čas in tudi jezik.  
Prav tako je Galjota v žanr zgodovinskega romana kasneje uvrstil Miran Hladnik v monografiji Slovenski zgodovinski roman (2009) kot primer zgodovinskega romana, ki se nanaša na dogajanje v 17. stoletju.

### Galjotkot grozljiva vizija človeške eksistence
Marjeta Vasič je v okviru svojega prispevka Literarnemu leksikonu o eksistencializmu v Galjotu videla eno izmed najbolj grozljivih vizij človeške eksistence. V zgodovinskosti, torej v dogajanju, potisnjenem v kaotično in nasilno 17. stoletje, pa je videla predvsem nek okvir, ki avtorju omogoči tako pesimistično upodobitev posameznikove eksistence. Kot taka se kaže zlasti v nesmiselnosti vsakršnega subjektovega početja in vnaprejšnji obsojenosti na poniževalen propad, torej v usodi Johana Ota dokončno izražen v absurdni smrti.

## Odmevnost dela, priredbe in prevodi
Galjot predstavlja enega prvih izrazitih vzponov v opusu Draga Jančarja in je bil kot tak deležen burnega odziva tako s strani bralcev kot s strani kritikov. Kritike so mu bile večinoma naklonjene, kot odgovor na povpraševanje s strani bralstva pa je bil deležen številnih ponatisov, kmalu po prvi izdaji (1980).   
V prirejeni različici je roman že leta 1980 v režiji Toneta Partljiča in v okviru SNG Maribor doživel gledališko uprizoritev pod naslovom  Sojenje Johanu Otu , kar je bilo potem še istega leta izvedeno tudi v radijski verziji.
Roman velja za enega najbolj prevajanih Jančarjevih del. Preveden je bil v 11 jezikov: v angleščino, nemščino, nizozemščino, poljščino, ruščino, češčino, srbščino, makedonščino, madžarščino, v kazaški in beloruski jezik.
Izdaje
- Drago Jančar: Galjot. Murska Sobota: Pomurska založba, 1978.
- Drago Jančar: Galjot: roman. Murska Sobota: Pomurska založba, 1980.
- Drago Jančar. Galjot. Ljubljana: Mladinska knjiga, 1984.
- Drago Jančar: Galjot: roman. Celovec: Wieser. Zbirka Novo berilo, 1997.
- Drago Jančar: Galjot. Ljubljana: Delo. Zbirka Vrhunci stoletja, 2004.

Prevodi
- Galijot, srbski prevod, prevedla in spremno besedo napisala Marija Mitrović, Narodna knjiga Beograd 1980.
- Galjernik, ruski prevod, prevedel L. Simonović, Raduga Moskva 1982
- Galiot, makedonski prevod, prevedel Tome Arsovski, Makedonska knjiga, Skopje 1984
- Galernik, poljski prevod, prevedla Joanna Pomorska, Państwowy Instytut Wydawniczy, Warszawa 1988
- Der Galeot, nemški prevod, prevedel Klaus Detlef Olof, Wieser, Celovec 1991
- The Galley Slave, angleški prevod, prevedel Michael Biggins, Dalkey Archive Press, Champaign, Dublin, London 2011